# 书塔

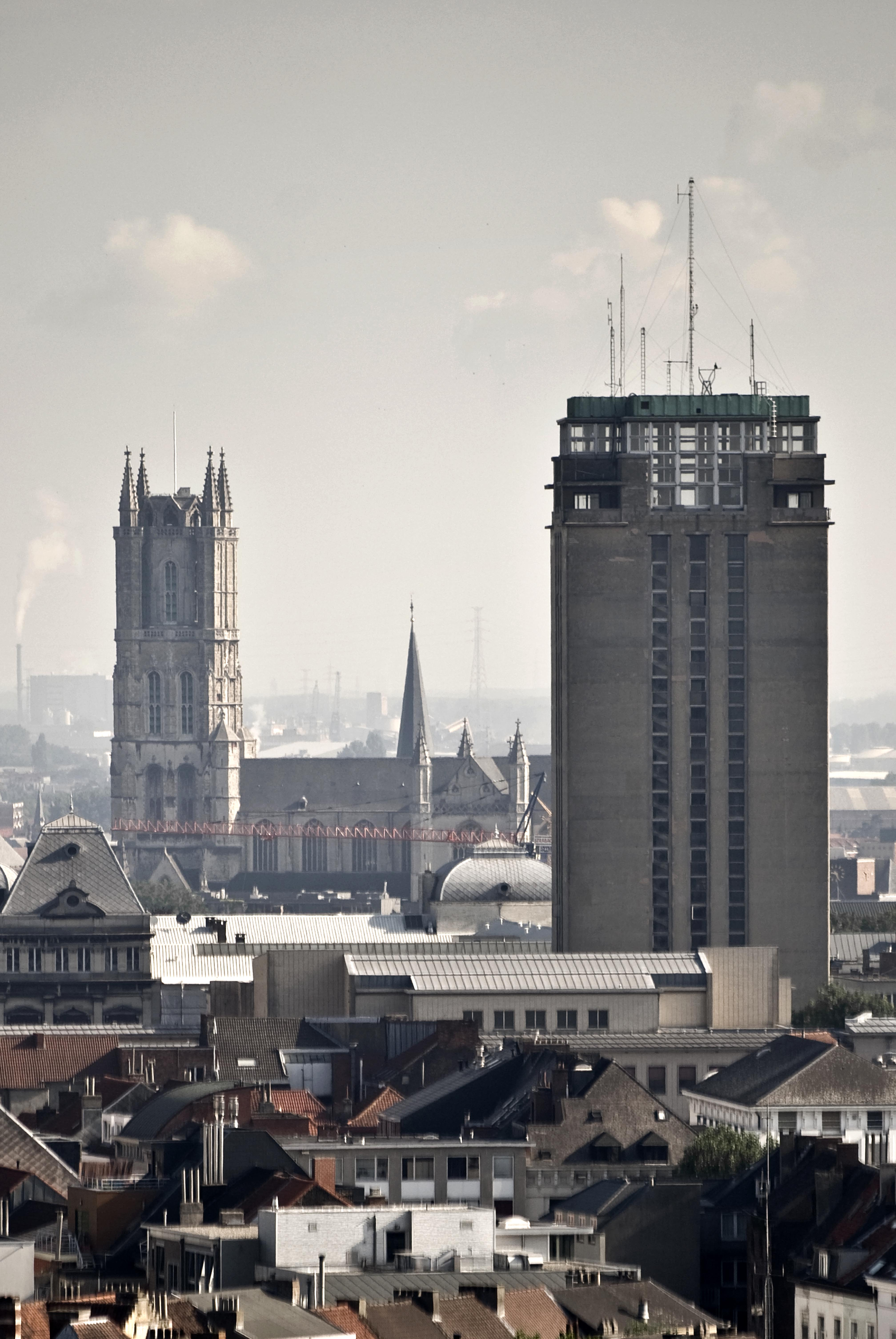
书塔

书塔（荷兰语：Boekentoren）是比利时根特的一座著名建筑，由比利时建筑师亨利·范·德费尔德设计。它是根特大学图书馆的一部分，目前藏有300万册图书。书塔直接毗邻艺术与哲学学院大楼（Blandijn）。

## 历史
1933年，著名的佛兰芒建筑师亨利·范·德费尔德（1863-1957年）受委托，为根特大学图书馆和艺术史、兽医研究和药物科学研究所设计一座建筑。该地块位于城市的最高处，为建筑师提供了一个独特的机会，让根特拥有第四座塔楼，这次不是钟声的塔楼，而是书籍的塔楼。书塔的高度为64（210英尺），成为城市天际线的标志。
这座现代主义的“智慧之塔”，和根特的三座著名中世纪塔楼: 圣尼各老堂、根特钟楼以及圣巴夫主教座堂一起，帮助根特实现了自举办1913年世界博览会以来创建“塔的行列”的梦想。
这座塔采用混凝土建造，和当时的创新技术，形状为希腊十字，象征着连接时空，融合天地。 地上20层和地下4层，可容纳约46公里的印刷材料。该塔于1942年落成，1992年被确认为文化遗产。
2012年，书塔开始进行彻底的修复，包括著名的观景房和华丽的内饰。修复工作至少将持续到2017年，根特大学200周年庆典。

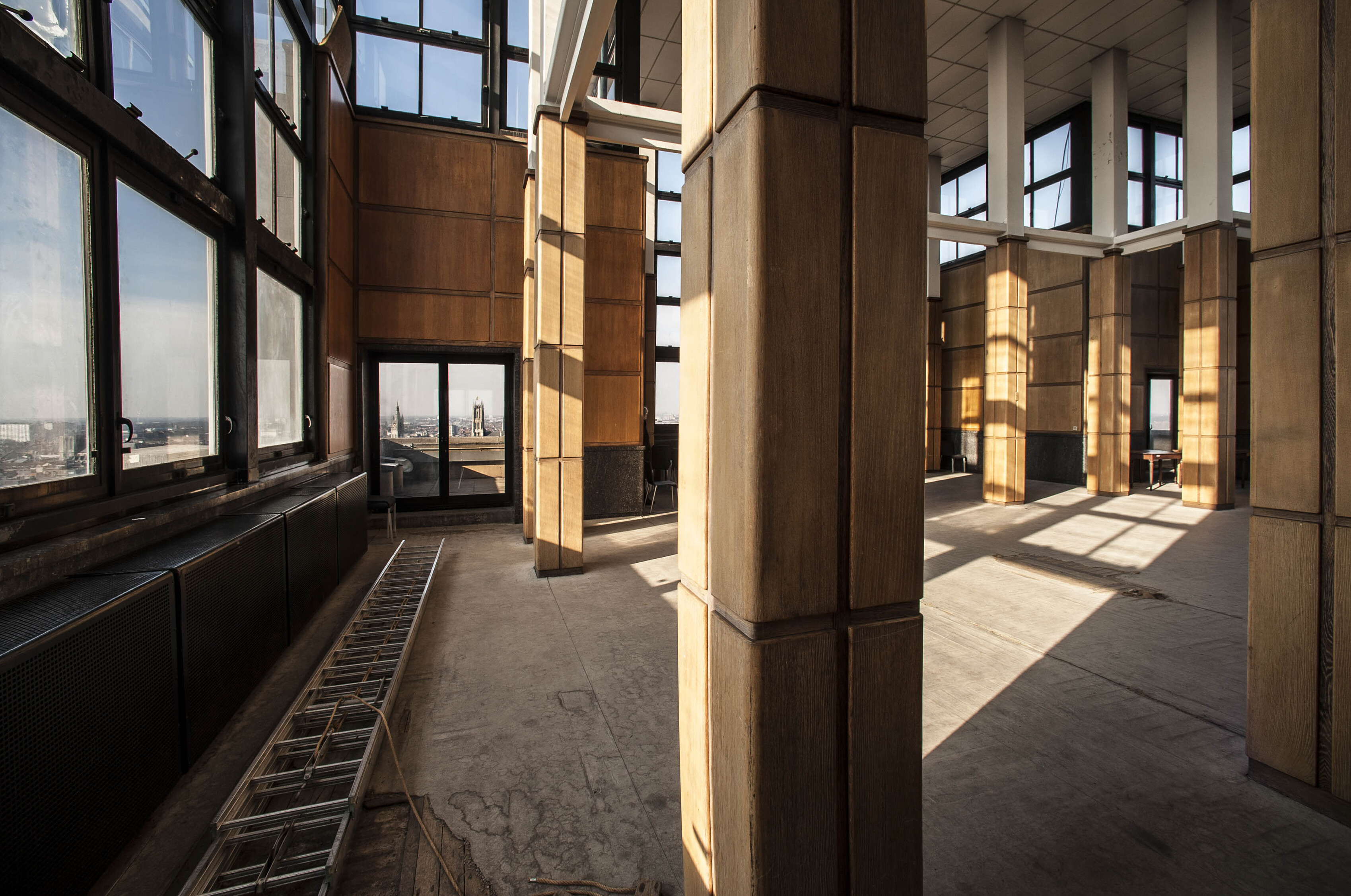
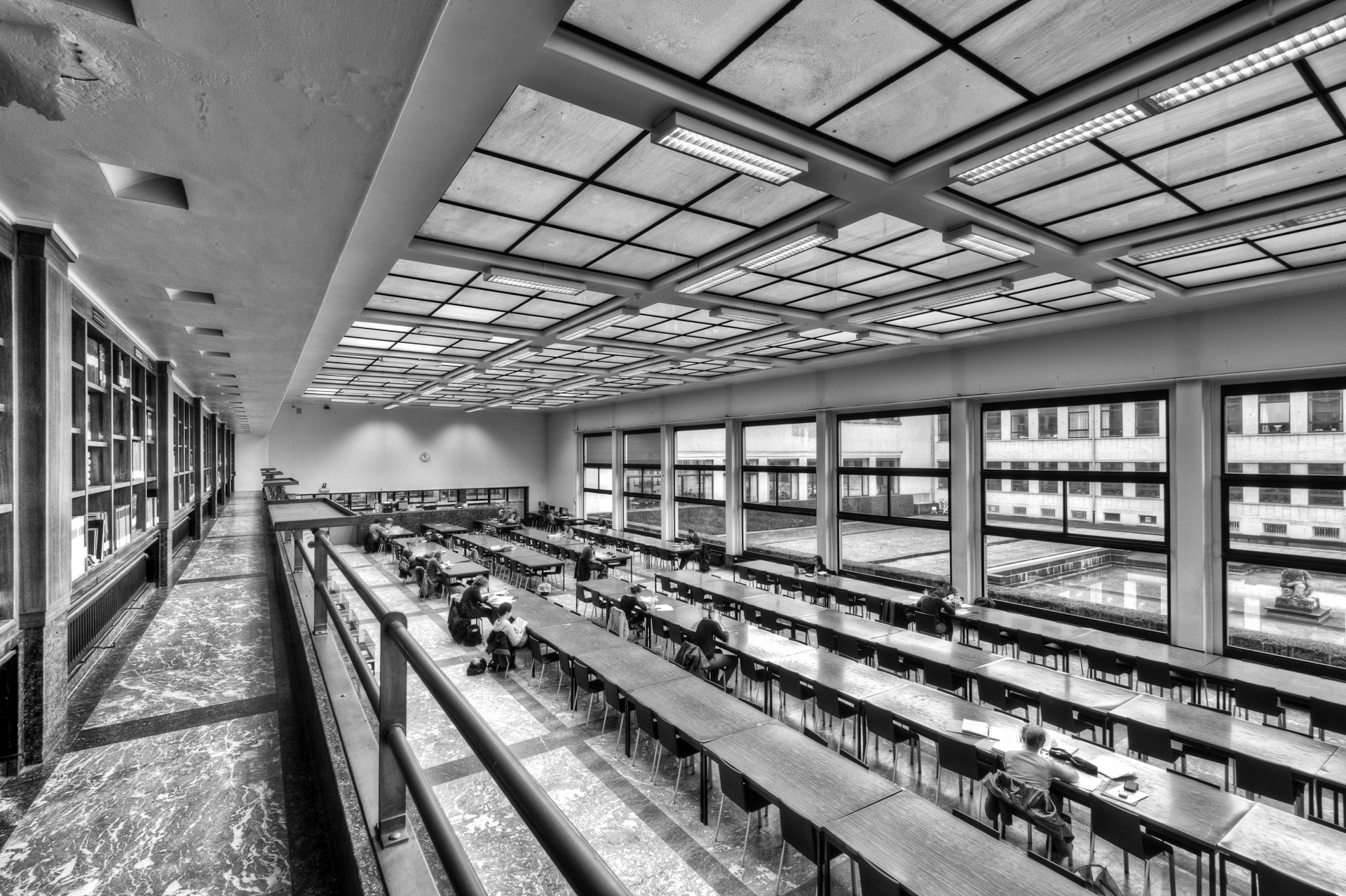
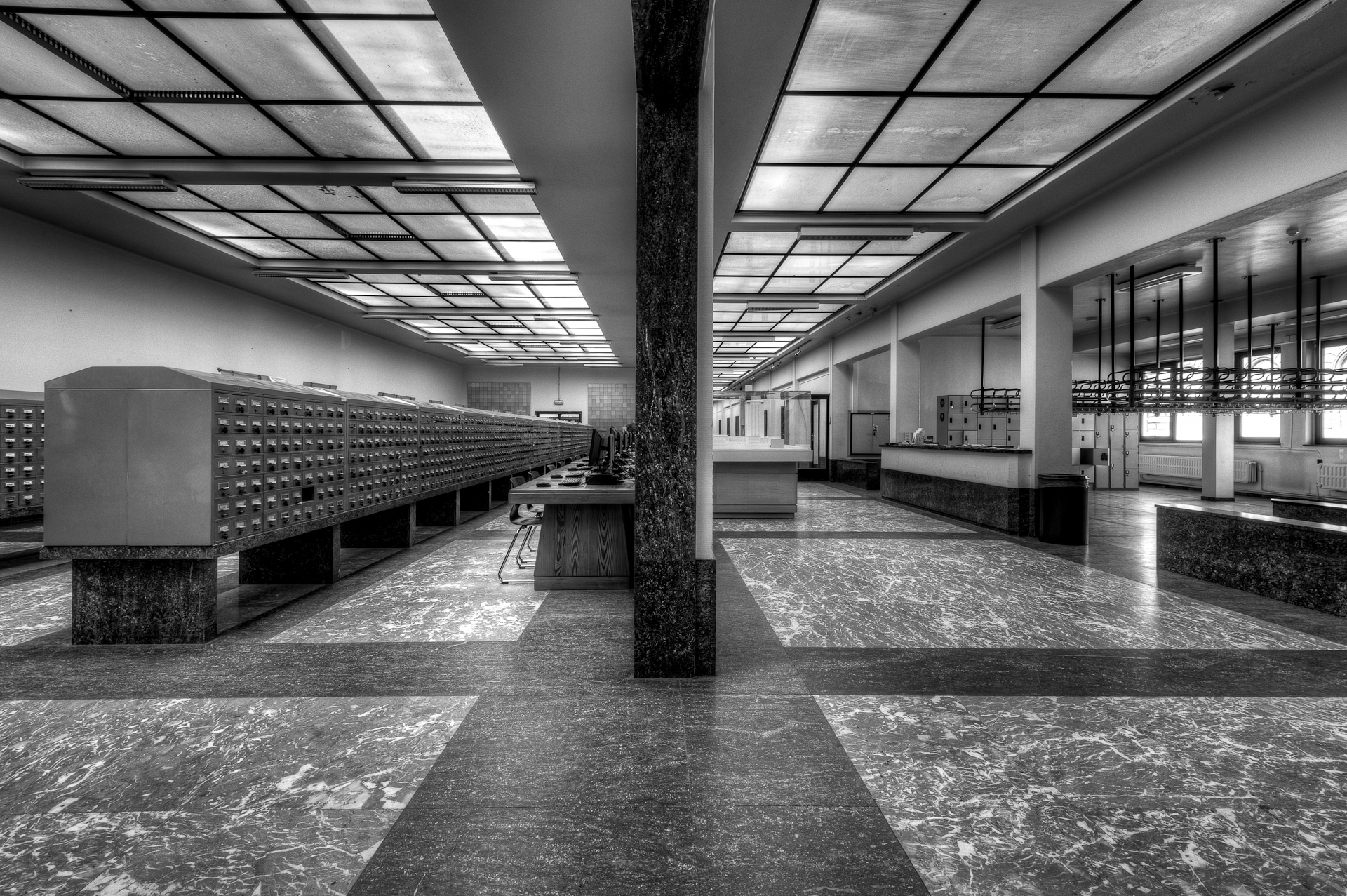
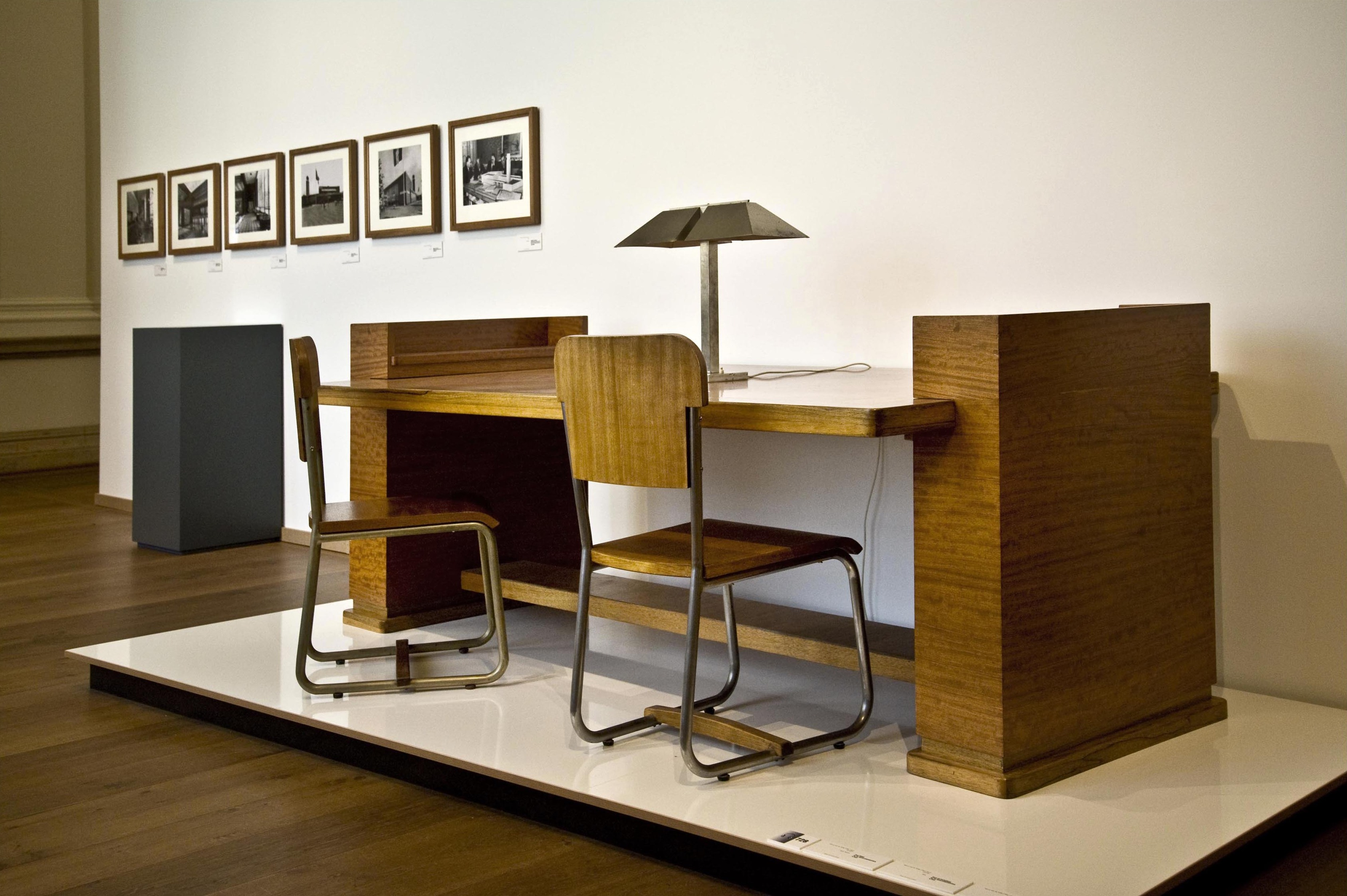
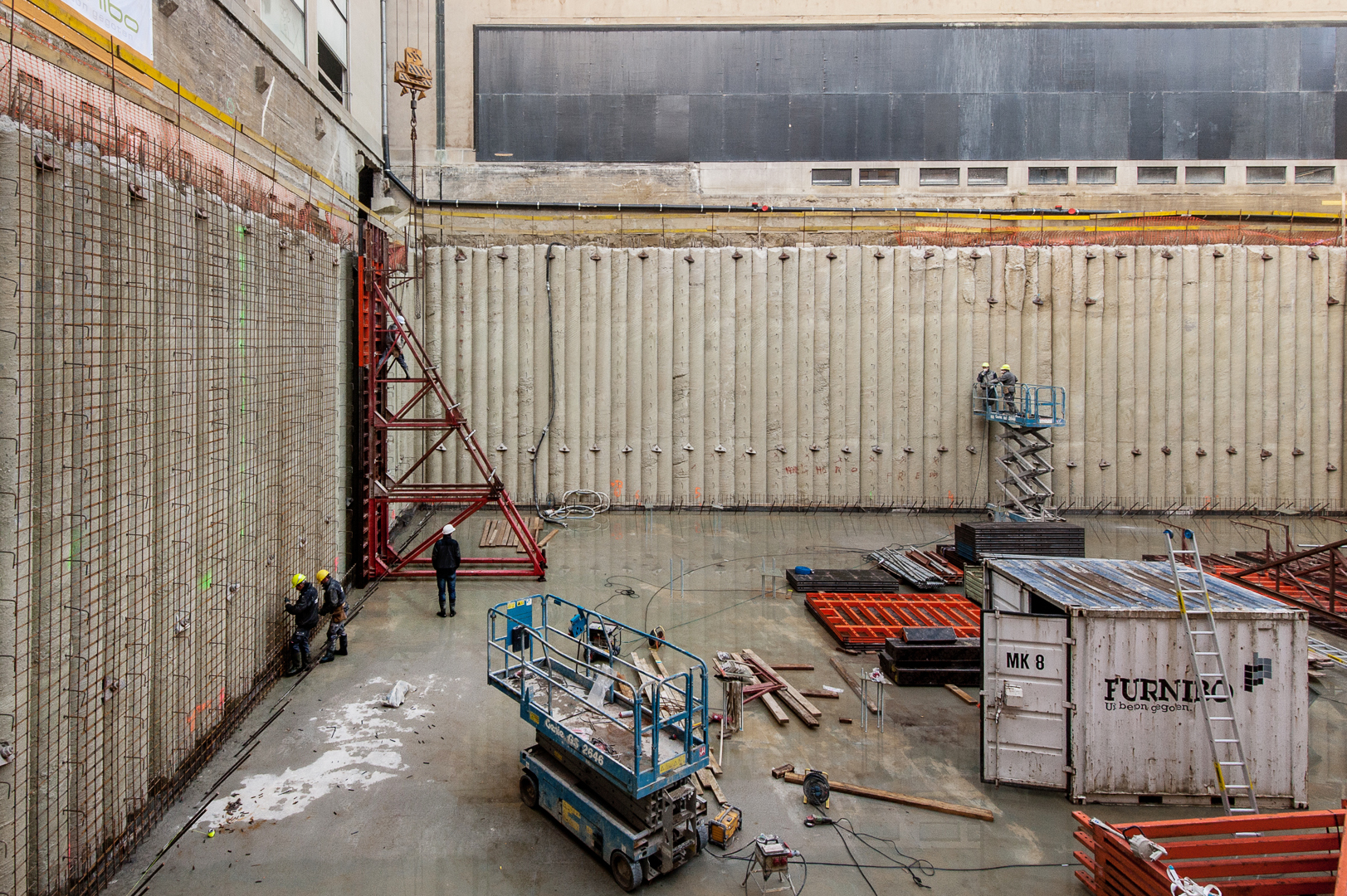